# 399979 Lewseaman
399979 Lewseaman è un asteroide della fascia principale. Scoperto nel 2006, presenta un'orbita caratterizzata da un semiasse maggiore pari a 2,3308796 UA e da un'eccentricità di 0,2186020, inclinata di 23,31686° rispetto all'eclittica.